# Groß-Timor
Mit Groß-Timor (indonesisch Timor Raya, englisch Great Timor) wird eine vereinigte, vollständig von Indonesien unabhängige Insel Timor bezeichnet. Die Insel teilt sich stattdessen in den unabhängigen Staat Osttimor und das zur indonesischen Provinz Ost-Nusa Tenggara gehörende Westtimor.

## Hintergrund

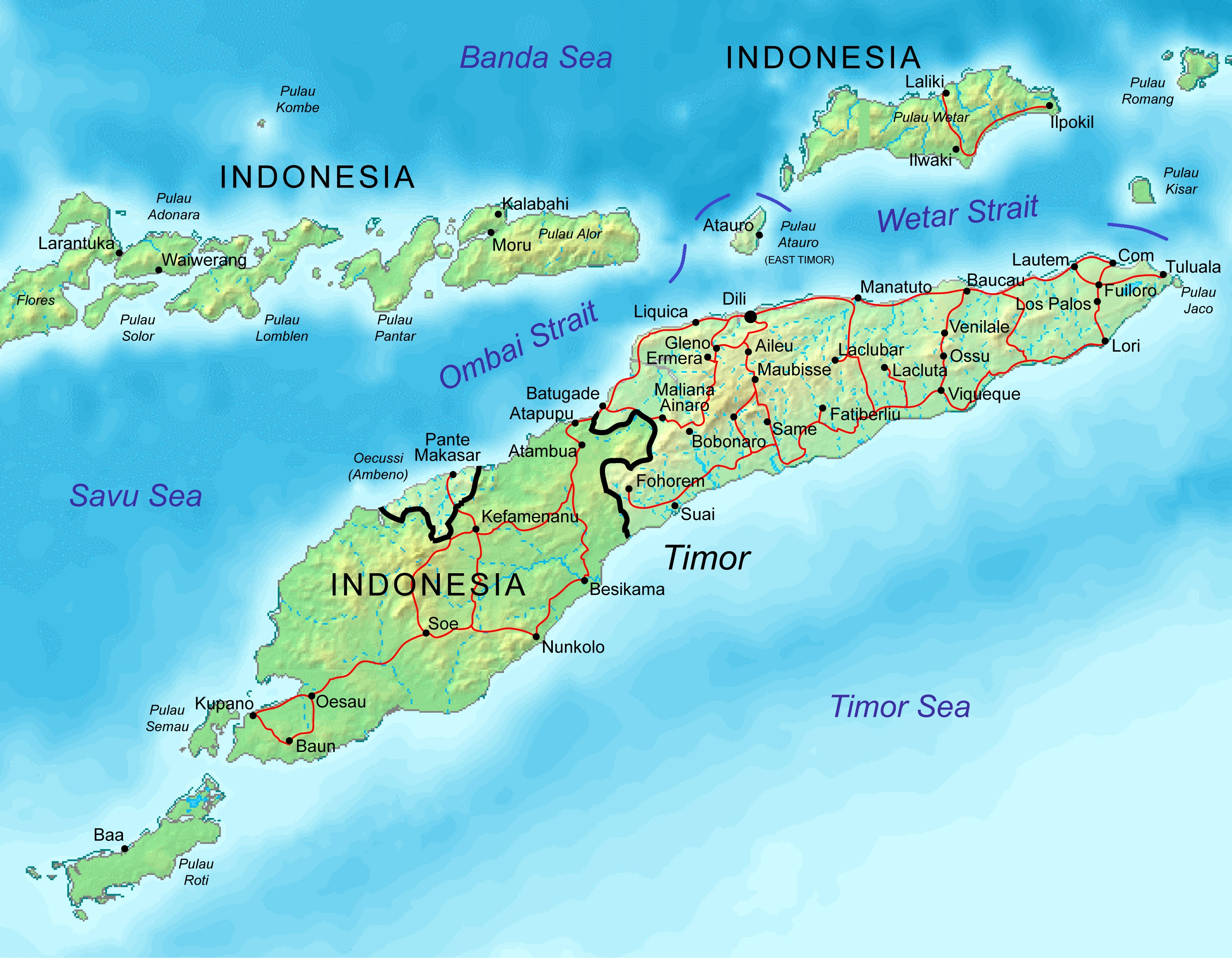
Die Insel Timor

Vor der Inbesitznahme durch die beiden europäischen Kolonialmächte Portugal und Niederlande war Timor in viele Kleinkönigreiche aufgeteilt, die durch Bündnissysteme in die drei großen Machtbereiche Sonba’i (portugiesisch Servião, niederländisch Zerviaen oder Sorbian) im Westen, Wehale im Zentrum und dem Gebiet im Osten, das die Portugiesen später in der Provinz Belu (auch: Belos oder Behale) umfassten. Zudem gab es Verbindungen zwischen den einzelnen Reichen, weswegen die gesamte Insel in einem Netzwerk miteinander verbunden war. Spirituelles Zentrum war Laran im Reich von Wehale.
Nachdem der portugiesische Versuch, die Niederländer 1749 aus ihrem bisher kleinem timoresischen Machtbereich um Kupang zu vertreiben, in der Schlacht von Penfui in einem Desaster geendet hatte, schloss ein Großteil der Liurai (timoresische Kleinkönige) Westtimors 1756 Verträge mit der niederländischen Ostindien-Kompanie ab. Darunter auch ein gewisser Jacinto Correa, König von Wewiku-Wehale und Großfürst von Belu, der auch im Namen vieler Gebiete im Zentrum Timors den dubiosen Vertrag von Paravicini unterschrieb. Allerdings war Wehale nicht mehr mächtig genug, alle seiner Vasallen auf die Seite der Niederländer zu ziehen. So blieben die östlichen ehemaligen Vasallen Wehales unter der Flagge Portugals, während Wehale selbst unter niederländische Herrschaft fiel. Die endgültige Grenzziehung zwischen den Kolonialmächten wurde erst 1916 festgelegt. Sie entspricht weitgehend auch der heutigen Grenze. Während der japanischen Besetzung Timors gab es Bestrebungen der Japaner, die beiden Inselhälften zu vereinigen, wofür der Agent Tōru Maeda Kontakte zwischen Joaquim da Costa Guterres, dem Herrscher von Ossu (Osttimor) und dem Clan von Nai-Buti aus Atambua (Westtimor) organisierte. Konkrete Folgen hatte diese Zusammenarbeit aber nicht.
Der niederländische Teil Timors wurde als Teil Indonesiens 1949 unabhängig, während der Osten als Portugiesisch-Timor bis 1975 Kolonie blieb. Am 28. November 1975 erklärte die FRETILIN die Unabhängigkeit Osttimors, doch nur neun Tage später besetzte Indonesien die Inselhälfte und machte es 1976 zu seiner 27. Provinz. Weder Unabhängigkeitserklärung noch Annexion wurden international anerkannt. Es folgte ein Guerillakrieg, der fast einem Viertel der Bevölkerung Osttimors direkt und indirekt das Leben kostete. Nach dem Unabhängigkeitsreferendum in Osttimor 1999, in dem sich die Mehrheit der Einwohner für eine völlige Trennung von Indonesien aussprach, kam es zu durch die Operation Donner zu einer letzten Gewaltwelle, in der pro-indonesische Milizen und indonesisches Militär wüteten. Die Vereinten Nationen übernahmen die Kontrolle und entließen das Land schließlich 2002 in die Unabhängigkeit.
Trotz kolonialer und nationaler Trennung blieben die Verknüpfungen aus der Zeit Wehales über die Grenzen hinweg bestehen. Gerade die traditionellen Bindungen der Volksgruppen, die beiderseits der Grenze leben (Tetum, Bunak und Kemak) blieben bis nach der Kolonialzeit bestehen. So war zum Beispiel die Familie der ehemaligen Herrscher der Atsabe-Kemak sehr an einer Vereinigung ihres alten Einflussgebietes interessiert. Ein Grund mit, weswegen Guilherme Gonçalves, der letzte Koronel bote der Atsabe-Kemak 1975 einer der Gründer der Partei APODETI war, die einen Anschluss Portugiesisch-Timors an Indonesien propagierte. Erst später distanzierte er sich von dem indonesischen Regime.
Es gibt Vermutungen, dass El Tari, der indonesische Gouverneur von Nusa Tenggara Timur 1978 vergiftet wurde, weil er Plänen für ein vereinigtes und von Indonesien unabhängiges Groß-Timor nachging.

## Situation nach der Unabhängigkeit Osttimors von Indonesien
Bereits 2001 warnten Angehörige des indonesischen Militärs, dass die Unabhängigkeit Osttimors Sezessionsbewegungen in Westtimor hervorrufen könne. Im Regierungsbezirk Nordzentraltimor (Timor Tengah Utara) nahe Atambua hätten osttimoresische Separatisten lokale Unterstützung, auch von der katholischen Diözese Atambua erhalten. 2005 warnte eine lokale Kommission erneut vor einer „Groß-Timor-Gruppierung“ in Westtimor.
Öffentlich trat eine solche Gruppierung in dieser Zeit nicht im großen Maßstab auf, zumal weder die osttimoresische Regierung noch eine der dortigen großen Parteien diese Idee unterstützt, sondern klar zur Zugehörigkeit Westtimors zu Indonesien steht und mehr auf gute nachbarschaftliche Kontakte setzt. Erst seit 2011 erklärt Manuel Tilman von der Klibur Oan Timor Asuwain (KOTA) die Vereinigung der Inselteile als sein Projekt, wenn auch nicht zu diesem Zeitpunkt. Mit diesem Ziel steht er auf weitem Raum allein in der osttimoresischen Politik. Seine Partei erhielt bei den Parlamentswahlen in Osttimor 2012 weniger als ein Prozent der Stimmen.
Bei den Bewohnern beiderseits der Grenze sind trotz der traditionellen Verbindungen keine Ambitionen zur Vereinigung zu erkennen, obwohl noch eine große Anzahl Flüchtlinge aus Osttimor im Westteil lebt. Mit ein Grund dafür sind die Volksgruppen an den jeweiligen Spitzen der Insel, die der Groß-Timor-Idee traditionell weniger abgewinnen können. Im Westen bildet die Bevölkerungsmehrheit die Ethnie der Atoin Meto, die in Osttimor nur in der Exklave Oe-Cusse Ambeno ebenfalls vertreten ist und sonst eher in Konkurrenz mit Wehale und den im Osten dominierenden Tetum stand. Osttimor selbst wurde zeitweise durch innere Konflikte entlang der alten Grenze zwischen Wehale und Belu erschüttert. In der Landeshauptstadt Dili kam es bis 2008 regelmäßig zu blutigen Straßenkämpfen zwischen Jugendbanden, deren Mitglieder aus den beiden Landesteilen Loro Sae (Osten) und Loro Munu (westliches Osttimor) stammen. Höhepunkt waren die Unruhen in Osttimor 2006.
Eine Gruppe von Aktivisten aus Dili, die eine Unabhängigkeit Westtimors von Indonesien und eine spätere Vereinigung eines Groß-Timor fordern, zeigte beim Papstbesuch in Osttimor 2024 eine Flagge, die eine „Republik Westtimor“ darstellen sollte. Die Flagge wurde kurzzeitig von Polizisten beschlagnahmt, dann aber dem Aktivisten Julio Consalves Pinto zurückgegeben.

## Belege
- History of Timor – Technische Universität Lissabon (PDF-Datei; 805 kB)